# Nimfák
A nimfák az ókori görög mitológia alacsonyabb rangú női istenségei vagy szellemlényei. A görög istennőktől eltérően a nimfákat általában a természet megszemélyesítőinek tekintették, akik jellemzően egy adott helyhez vagy tájhoz kötődtek. A szépség, a termékenység, a természet alkotó és tápláló erőinek megtestesítői. A nimfák otthonai a különösen szép hegyek, völgyek, hűs barlangok, ligetek, fák, patakok és folyók; dús mezők. Itt táncolnak, pajzánkodnak, mindig jókedvűek és gyakori célpontjai az életerős szatírok szerelmi vágyainak.  Istenek és istennők kísérői: ők Artemisz vadásznői, Apollón prófétái, Dionüszosz – a mulatozás és a fák istenének – partnerei (sőt Dionüszosz szerelme, Alphesziboia is nimfa), megjelennek a pásztoristenek, Pán és Hermész oldalán, de szívesen rajta felejtik szemüket a szép, délceg halandókon is.

## Etimológia
Az eredeti görög νύμφη szó több értelmű. Jelentései: „menyasszony”, „elfátyolozott”, „rózsabimbó” és "kiteljesedés"; latin megfelelője a nubere jelentése „férjhez menni”. Ezek alapján elnevezésük a fiatalságot és a házasulandó kort, a férficsókra érett lányt jelöli.
Az eredeti görög νύμφη (nü-m-fé) szó több értelmű. Nimfa=tündérlány, mai szóhasználattal. Nő/nü/nu/ni számos nyelven lány/asszony jelentésű.

## Szimbolika
A nimfák elsősorban a termékenység megszemélyesítői. Alakjaik a természet minden területét átszövik. Kiemelt kötődésük a vizekhez, forrásokhoz és folyókhoz az élet folytonosságát, a múló időt jelképezi.
A víz – termékenyítő erő: a forrás kifejezi a keletkezést, a születést; a folyó az állandó változást; az óceán a feloldódást, a megsemmisülést. A nimfák a nő életének első szakaszát, annak „fehér aspektus”ait hordozzák. A fiatalság és az örök szépség megszemélyesítői, „szüzek”, már nem lányok, de még nem anyák. Ezt a időszakot az ún. „vörös korszak” az anyaság követi, majd a „fekete korszak”, az öregség.
A nimfák alakja jóval régebbi, jóval ősibb, mint a klasszikus antik kor, kultuszuk gyökerei a sámánizmusban keresendők – a helyek, a növények és az állatok megtestesülései – elemi lények.

## A nimfák osztályozása

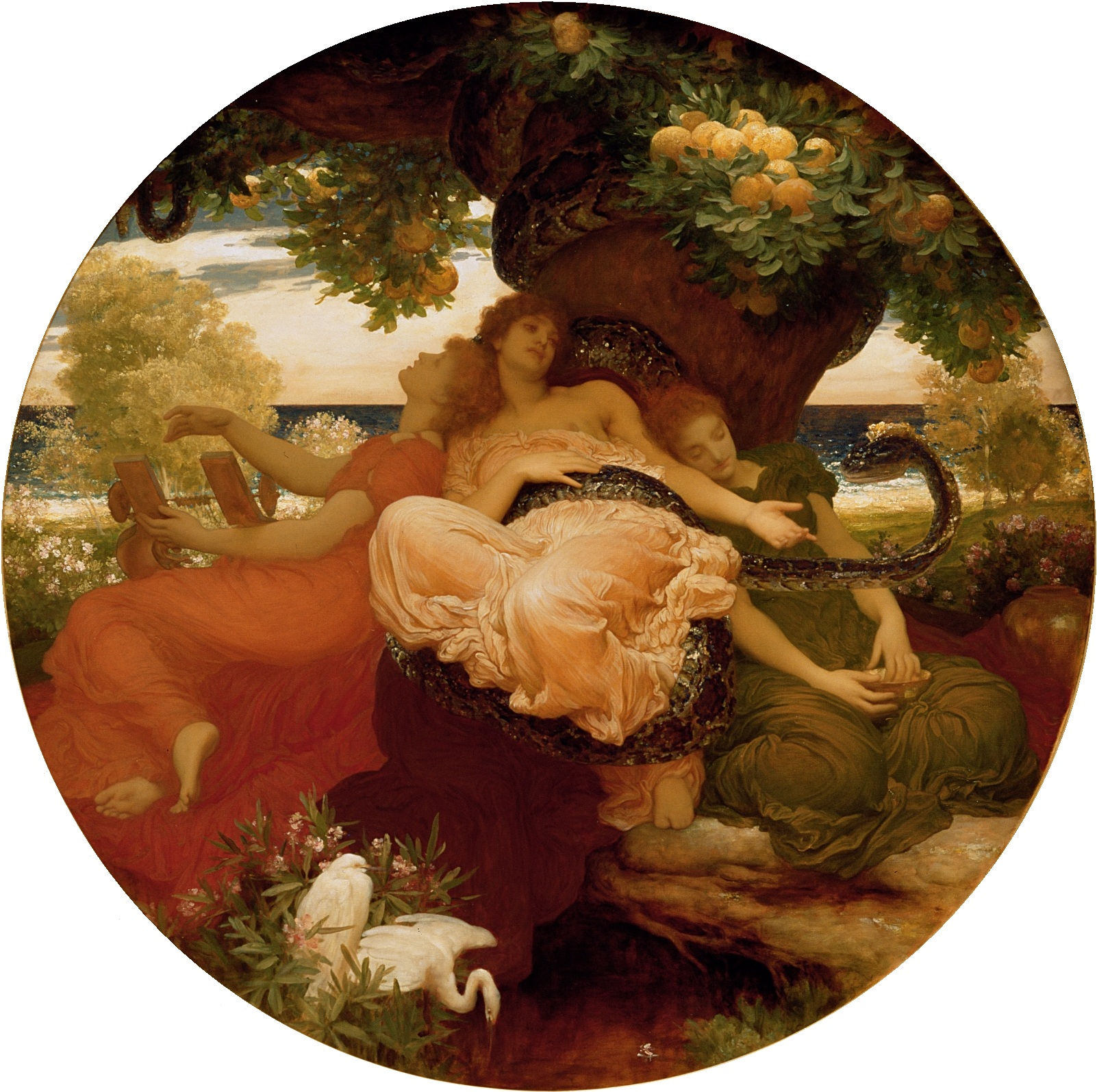
Frederic Leighton: Heszperiszek kertje

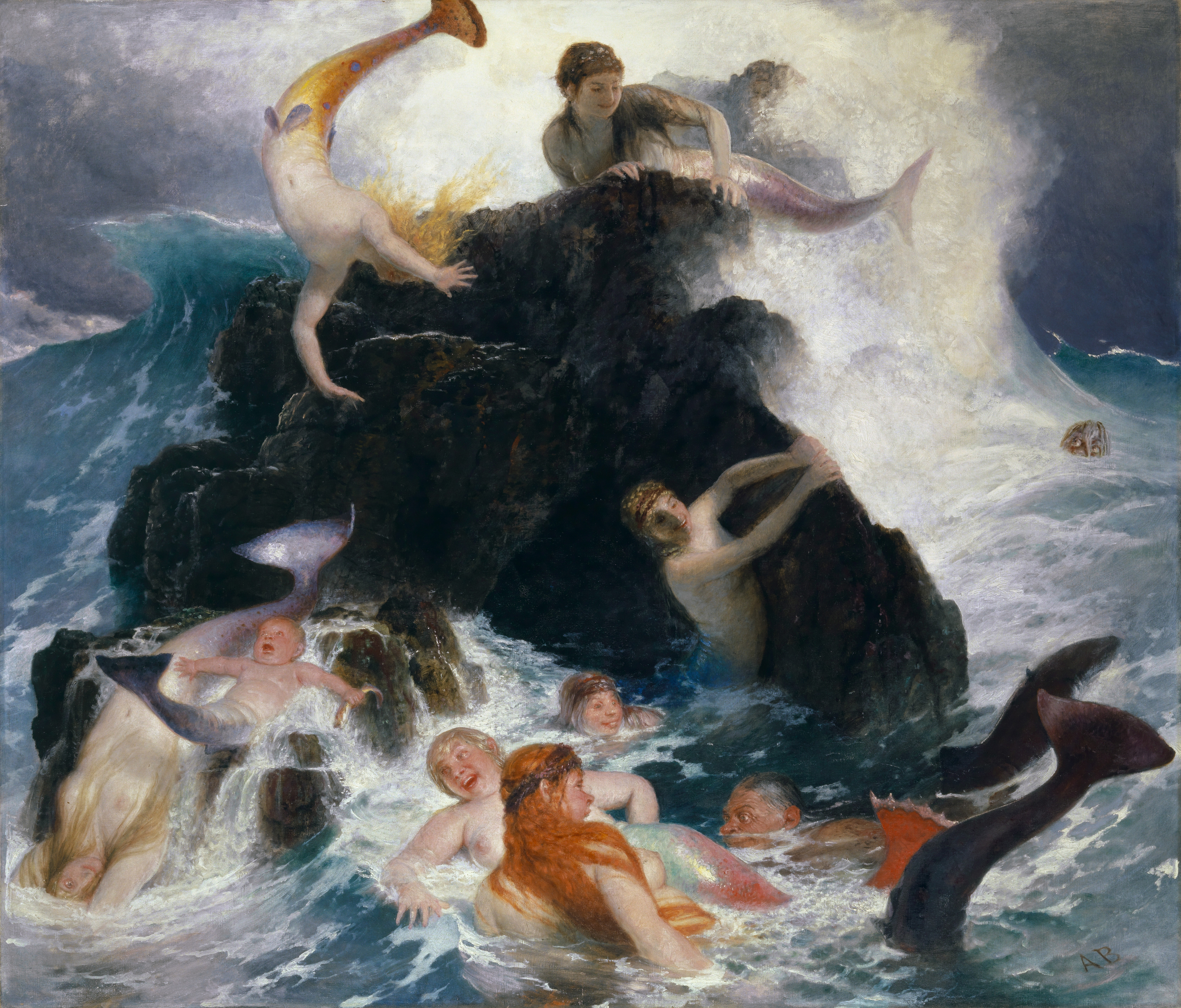
Arnold Böcklin: Játszó Naiaszok

A nimfák különböző csoportjai az általuk megszemélyesített természeti erők mentén alakultak ki. Neveik változatos és jóságos szerepükkel függenek össze – „valamennyi női név eredete egyszerű melléknév, amely megegyezik a nympha lényegével, bár eredendően nem létezett ortodox, kimerítő osztályozás e tünékeny teremtmények között.”
- föld nimfák
  - alszeidák (völgyek, berkek)
  - napaiák (szurdokok, völgyek)
  - auloniadok (legelők)
  - leimakidok (rétek)
  - oreaszok (hegyek, barlangok)
  - Minthe (menta)
  - heszperiszek (kert)
    - Aegle (a pompázó „kápráztató fény”)
    - Arethusza
    - Erütheia (vagy Erytheia)
    - Heszperia (vagy Hespereia)
    - Heszpera (vagy Hespere)
    - Heszperusza

  - hamadrüaszok (fák)
    - drüaszok (tölgyfa)
    - meliák (manna-kőrisfa)

- Leuce (fehér nyárfa)
- Epimeliad (almafa)

- vízi nimfák
  - heleaszok (lápok)
  - ókeaniszok (Ókeanosz és Téthüsz lányai, leginkább a sós vizek)
  - néreiszek (Néreusz lányai, lakóhelyük a Földközi-tenger)
  - naiaszok (jellemzően a friss vizek)
    - Crinaeae (kutak)
    - limnadok vagy limnatidák (tavak)
    - Pegaeae (források)
    - Potameidák (folyók)
    - Eleionomae (mocsarak)
- Egyéb
  - „Kasztaliai-nimfák” (klasszikus múzsák)
  - lampadák (alvilág)

## Alakjuk a római korban
A görög nimfák változatos tájak és vidékek szellemalakjai voltak, nem más mint a latin genius loci, azaz a hely szelleme. (Kultuszuk népszerűségét leginkább a bonyolult Arethusza mítosz példázza.) A görög kultúrán nevelkedett latin költők verseiben a nimfák hellén sokoldalúsága elmosódott és alakjaik keveredtek a hazai forrás- és folyamistenségekével (Juturna, Egeria, Cavmentis, Fontus). Mindezt tovább erősítette, hogy a Lymphakat (eredetileg Lumpae) az ősitáliai hagyományok víz-istennőit nevük véletlen egyezősége alapján, a görög nimfákkal azonosították. A klasszicizáló római költészet hatására a vidéki emberek között, a források, barlangok, sziklahasadékok környékén kiteljesedett a nimfa kultusz. Ugyanakkor a Római Birodalom tanult osztályai körében betöltött szerepük fokozatosan csökkent és majdnem kizárólagosan a vízi elemek istenségeiként jelentek meg.

## Megjelenésük a művészetben
A festészet és szobrászat a nimfák legtöbbjét kedves, lányos ifjú nőként ábrázolja, meztelenül, vagy lenge ruhákban virágkoszorúval. A források nimfáit vizeskorsóval vagy urnával.

### Festészet

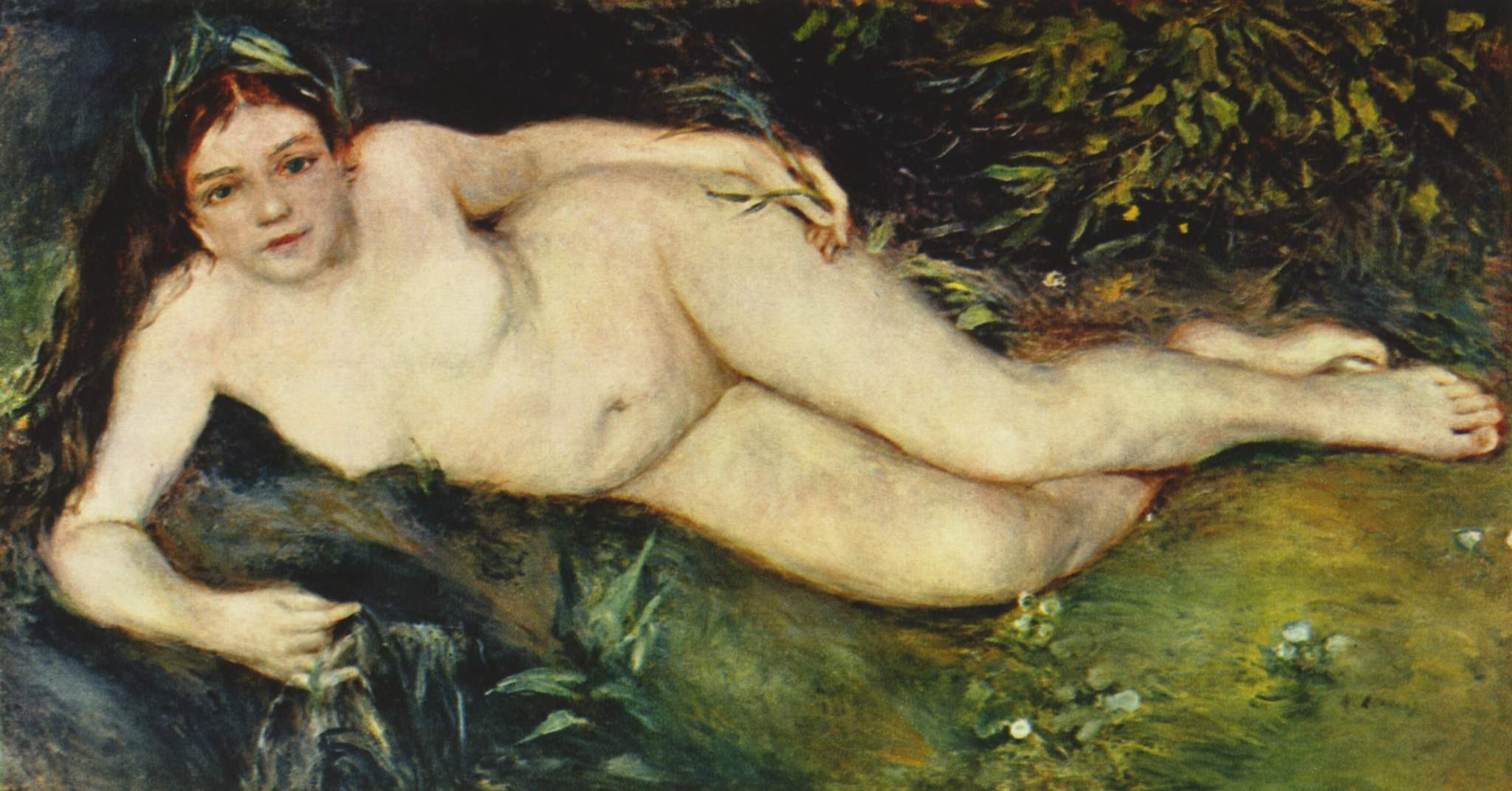
Pierre-Auguste Renoir: Nimfa a pataknál

- Albani: Vénusz nimfákkal és  kis kupidókkal
- Jordaens: Nimfák a szerelem kútjánál
- Cranach: Fekvő nimfa
- Cranach: Nimfa
- Rubens: Diána és a faunoktól megriadt nimfák
- Rubens: Nimfák és utcai szatírok
- Rembrandt: Fürdőző Diána, Aktäon és Kallisztó
- Jean-Baptiste Camille Corot: Nimfák tánca
- Jean-Baptiste Camille Corot: Kupidóval játszó nimfa
- Jacob Jordaens: Kupidó és az alvó nimfák.
- Édouard Manet: Meglepett nimfa 1861
- Tiziano: Alvó nimfa (1570)
- Henryk Siemiradzki: Játszó naiaszok (1880)

### Szobrászat

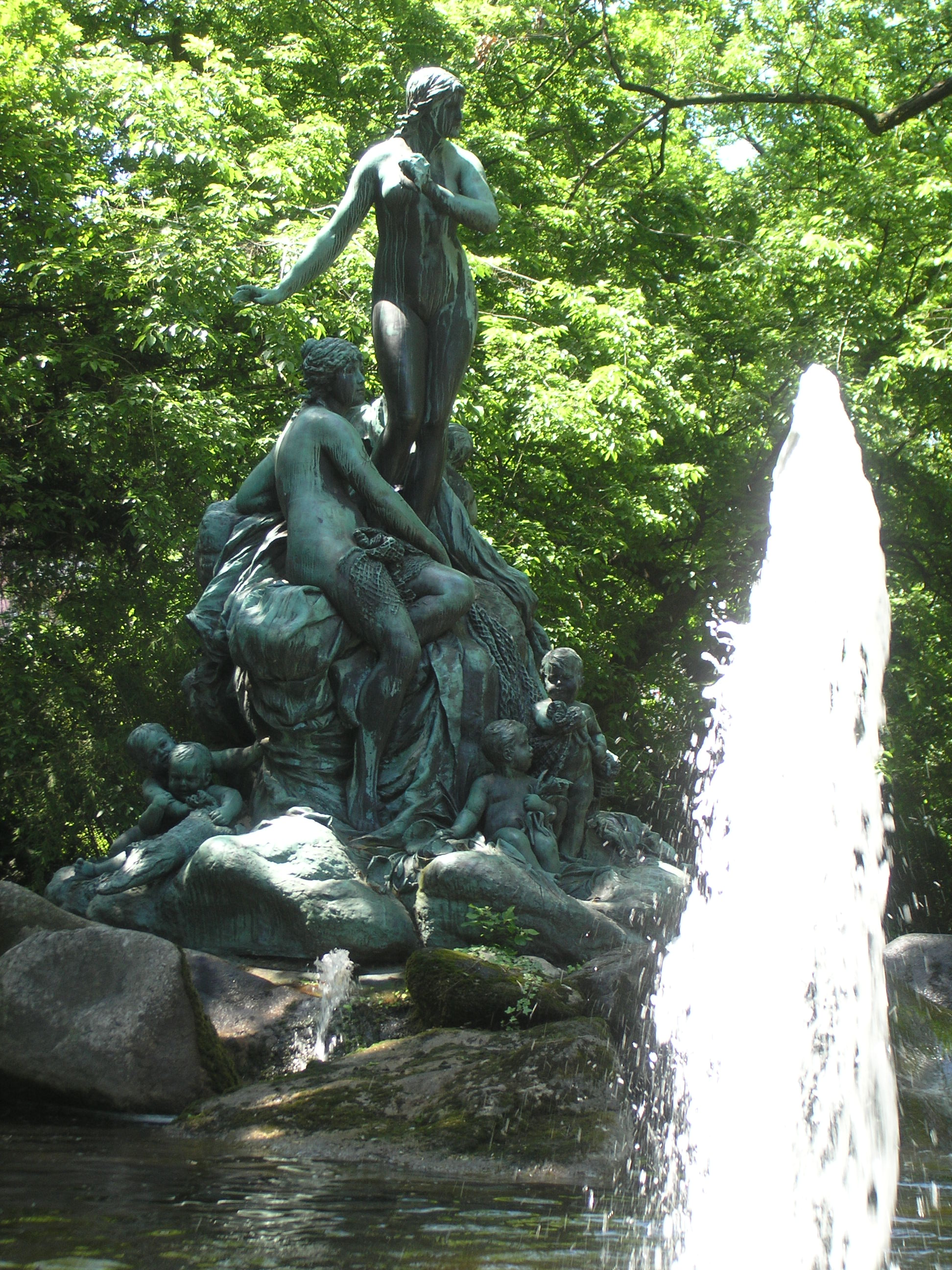
Kutak a nimfák kertjében, Karlsruhe

Az ókori alkotások közül a legismertebbek Praxitelész szobrai és Arkeszilaosz nimfákat és szatírokat ábrázoló szoborcsoportjai. A nimfák alakjai a későbbi korok szobrászait is megihlették; alakjaikat előszeretettel ábrázolták szökő-, és díszkutakon.

### Egyéb megjelenéseik
- Nimfáknak nevezték a „földanya” papnőit, akik az ókori templomokban szexuális ceremóniákkal áldoztak az istennőnek.
- A nimfaion  egy forrás fölé épített, nimfaszentély vagy templom.
- A középkor idején (főként  Észak-Európában) a nimfa szót boszorkány, illetve tündér értelemben használták, mert mindkettőt a kereszténység előtti papnőkkel azonosították.
- A nimfák és a szexualitás eredendő kapcsolata többé kevésbé megjelenik az európai mese- és mondavilágban is. Nevükből ebből ered  a nimfománia kifejezés, mint felfokozott szexuális motiváció, „szenvedély”.
- Vladimir Nabokov Lolita című regényéből származik a „nimfácska”  kifejezés, a fiatal lányok azon típusára, akik kirívó szexuális vonzerővel bírnak.
- Néhány kultúrában a nimfa a női nemi szerv jelképe, a lótuszvirág, vagy a vízililiom (a tündérrózsa-félék – Nymphaeaceae – családjába tartozó vízinövények), illetve bizonyos kagylók, például a kauri kagyló mintájára.